# Xylophanes heinrichi
Xylophanes heinrichi är en fjärilsart som beskrevs av Adolf G. Closs 1917. Xylophanes heinrichi ingår i släktet Xylophanes och familjen svärmare. Inga underarter finns listade i Catalogue of Life.